# Carlo Troya
Carlo Troya (n. 7 iunie 1784, Napoli, Regatul Neapolelui – d. 28 iulie 1858, Napoli, Regatul celor Două Sicilii) a fost un istoric și politician italian.